# 西正
西 正（にし ただし、1958年4月21日 - ）は、日本の実業家。東京都葛飾区出身。現在、株式会社オフィスN代表。バブル崩壊時、銀行からの転職が相次いだ時期に、三井住友銀行を退職し、事業を起こしたうちの一人。経営する会社は二社。

## 来歴・人物
- 1958年4月 東京都出身
- 1977年3月 開成高等学校卒業
- 1982年3月 東京大学法学部卒業
- 1982年4月 三井銀行（現三井住友銀行）入行
- 1994年4月 さくら総合研究所メディア調査室長
- 2001年4月 日本総研メディア研究センター所長
- 2003年7月 株式会社オフィスN代表取締役社長

1982年に東京大学を卒業後、三井銀行へ入社。入社と同時に職場結婚。周囲の違和感とは別に、本人は天啓のように思ったと述懐。「自分は銀行員としての成功を確信していた」と周囲に話していた。5期連続頭取表彰という営業成績は、当時は大変な記録であった。さくら総合研究所に出向したあたりから、周りのレベルに満足できず、得意分野であった電気、自動車、造船、航空機、放送、通信の中で、最もビジネス的な分析がなされていなかった放送業界について、研究を開始し、最初の単行本である「放送ビッグバン」を発刊して、それが大ヒットを記録した。それを機に研究分野を放送分野に絞っていたが、「放送と通信の融合」と言われ出したのを機に、かつての得意分野の一つであった通信業界についても研究を開始する。ネット掲示板の「2ちゃんねる」のスタート期から、そこでの批判に怒りを隠せず、弁護士を通じて訴訟の準備をしたが、本人曰く「ノラリクラリ」とかわされ、裁判に持ち込むことに失敗。「法学部を出ても肝心な時に役に立たない」と散々、周囲に話し、それから暫くはネット嫌いというポリシーを貫いた。 日本総合研究所時代に、理事長の高橋進との不仲も、独立することになった原因と言われている。
放送業界をメインテーマとして記し、自費出版でなく、出版社から商業ベースで発刊された単行本の数は40冊にのぼる。

## 著書
- 『beyond5Gはインターネットの危機を救えるか』（中央経済社） 2020年
- 『4K、8K、スマートテレビのゆくえ』（中央経済社） 2015年
- 『地デジ化の真実』（中央経済社） 2012年
- 『競合か協調か メディア企業選択の時』（サテマガBi） 2010年
- 『「放送と通信の融合」がよくわかる本 激変する視聴シーンとビジネスモデル』（毎日コミュニケーションズ） 2008年
- 『IPTV革命 放送・ネット・モバイルのビジネスモデルが変わる』（日経BP社） 2008年
- 『2011年、メディア再編 地デジでテレビはどう変わるのか』（アスキー新書） 2007年
- 『図解 新版 放送業界ハンドブック』（東洋経済新報社） 2007年
- 『新メディア進化論 インターネットに押されるテレビ』（日経BP社） 2006年
- 『IT vs 放送 次世代メディアビジネスの攻防』（日経BP社） 2005年
- 『デジタル放送が変える！視聴スタイルとビジネスモデル』（日刊工業新聞社） 2005年
- 『放送業界大再編 デジタル放送が巻き起こす地殻変動』（日刊工業新聞社） 2004年
- 『どうなる！業界再編 放送vs通信vs電力』（日経BP社） 2003年
- 『メディアの黙示録』（角川書店） 2003年
- 『迷走するデジタル放送』（日刊工業新聞社） 2003年
- 『佐久間昇二の経営哲学』（PHP研究所） 2003年
- 『いつテレビを買い替えるか』（小学館文庫） 2002年
- 『放送ビッグバン6 放送･通信融合時代の夜明け』（日刊工業新聞社） 2002年
- 『トコトンやさしいデジタルメディアの本』（日刊工業新聞社） 2002年
- 『デジタル放送10の論点』（中央経済社） 2002年
- 『デジタル放送革命』（プレジデント社） 2001年
- 『テレビメディア最前線』（中央経済社） 2001年
- 『今のテレビが使えなくなる日』（日本実業出版社） 2001年
- 『見える！わかる！デジタル放送』（エクスメディア） 2001年
- 『インターネット放送』（東洋経済新報社） 2001年
- 『デジタル放送イロハのイ』（日刊工業新聞社） 2001年
- 『メディア解体新書』（中央経済社） 2001年
- 『放送ビッグバン5 衛星放送新時代』（日刊工業新聞社） 2001年
- 『図解 e放送ビジネス最前線』（PHP研究所） 2000年
- 『図解 わかる！デジタル放送』（ダイヤモンド社） 2000年
- 『衛星放送とケーブルテレビ』（中央経済社） 2000年
- 『図説 デジタル家電産業革命』（PHP研究所） 2000年
- 『放送ビッグバン4 デジタル放送元年』（日刊工業新聞社） 2000年
- 『放送デジタル化の功罪』（中央経済社） 2000年
- 『放送ビッグバン3 新たなメディアの誕生』（日刊工業新聞社） 1999年
- 『図解 広告業界ハンドブック』（東洋経済新報社） 1999年
- 『テレビが変わる！』（ごま書房） 1999年
- 『図解 放送業界ハンドブック』（東洋経済新報社） 1998年
- 『図説 放送はどうなる！』（ダイヤモンド社） 1998年
- 『放送ビッグバン第二波』（日刊工業新聞社） 1998年
- 『放送ビッグバン』（日刊工業新聞社） 1997年
- 『格付けのことなら何でもわかる』（ごま書房） 1998年
- 『ベンチャー融資と知的所有権担保評価』（共著：清文社） 1996年
- 『信用格付とリスク管理』（共著：銀行研修社） 1997年

## 参考
- 緊急対談：西正×森泉知行/通信と放送の融合時代におけるケーブルテレビの可能性
- 『放送研究と調査』新聞記事に現われた「放送の公共性」（2006年）　37ページ、38ページに記載あり